# عبيد بن جمعة الكعبي
عبيد بن جمعة بن ديين الكعبي آخر حكام بني كعب حكم محضه حكماً مطلقا إلى حرب البريمي. عاش الشيخ عبيد بن جمعة ال مزاحم الكعبي (شيخ قبيلة بني كعب) في الدمام بعد الحرب، وتوفى بعد أن كان مُقعداَ لأكثر من أربعة عشر سنة على الكرسي عن عمر ناهز المائة وعشرة أعوام في سنة 1997 م في شهر مايو.